# Trichoniscus dispersus
Trichoniscus dispersus är en kräftdjursart som beskrevs av Emil Racoviţă 1907A. Trichoniscus dispersus ingår i släktet Trichoniscus och familjen Trichoniscidae. Inga underarter finns listade i Catalogue of Life.